# HaFaBra
HaFaBra is een uitdrukking die wordt gebruikt als verzamelnaam voor de verschillende typen blaasorkesten. HaFaBra is een samenvoeging van harmonie, fanfare en brassband. Meestal worden drumbands ook tot de HaFaBra-wereld gerekend. Ook wordt HaFa gebruikt voor alleen harmonieorkesten en fanfares.
Wanneer een leerling van een muziekvereniging, harmonie, fanfare of brassband muzieklessen op een blaasinstrument volgt, kan er vaak na een aantal jaren een HaFaBra-examen gedaan worden. Deze examens zijn er in vier oplopende gradaties van moeilijkheid: A, B, C en D. Op het moment van het eerste examen A bespeelt de leerling een muziekinstrument op beginnersniveau.
Bij brassbands, harmonie- en fanfareorkesten kan vaak worden meegespeeld wanneer één of meer diploma's zijn behaald. Dit hangt af van bijvoorbeeld de aanwezigheid van orkesten op verschillende niveaus bij een vereniging en de eisen die aan de muzikanten binnen een orkest gesteld worden.